# Scabropyrgus scabrosus
Scabropyrgus scabrosus är en insektsart som först beskrevs av Bolívar, I. 1889.  Scabropyrgus scabrosus ingår i släktet Scabropyrgus och familjen Pyrgomorphidae. Inga underarter finns listade i Catalogue of Life.